# Ibrahim Abu-Lughod
Ibrahim Abu-Lughod (em árabe: إبراهيم أبو لغد; Jafa, 15 de fevereiro de 1929 — Ramala, 23 de maio de 2001) foi um intelectual e ativista político palestino. Foi membro do Conselho Nacional da Palestina e professor universitário.
Advogou a favor da causa Palestina no Conflito israelo-palestino, participando da resistência palestina, representando organizações políticas como a UNESCO e promovendo estudos e debates sobre o conflito.

## Juventude
Abu-Lughod nasceu e foi criado em Jaffa, uma cidade portuária no então Mandato Britânico da Palestina. Seu pai era um fabricante de metal. Desde seus dias de estudante, ele esteve envolvido na luta palestina, manifestando-se contrário ao domínio  britânicos e entrando em conflito com os colonos sionistas locais. Concluiu o ensino médio em março de 1948, quase dois meses antes da criação do Estado de Israel. Em seguida, ofereceu-se para trabalhar para o Comitê Nacional em Jafa, buscando desencorajar os residentes palestinos que queriam deixar a cidade em função do conflito israelo-palestino, episódio também conhecido como Nakba. Sua própria família partiu algumas semanas depois, em 23 de abril do mesmo ano. Ativo na resistência, ele permaneceu na cidade, mas em 3 de maio de 1948, após Jafa ter sucumbido às forças do Haganá e da Irgun, ele partiu em um navio belga, o Príncipe Alexander, o último navio a sair de Jafa, com destino a Beirute.

## Carreira acadêmica
De Beirute (e, brevemente, de Nablus), ele logo partiu como refugiado para os Estados Unidos, onde graduou-se em bacharel de artes pela Universidade de Illinois (1951) e onde concluiu seu doutorado em estudos do Oriente Médio pela Universidade de Princeton (1957). Em seguida, passou três anos como especialista de campo no Egito pela UNESCO, onde dirigiu o departamento de pesquisa em Ciências Sociais. Mais tarde, ele daria várias consultorias para Organização das Nações Unidas (ONU).
Quando retornou à América do Norte, Abu-Lughod iniciou sua carreira acadêmica e compôs o corpo docente da Smith College (Estados Unidos), em 1961, e da Universidade McGill (Canadá), antes de se estabelecer em 1967 na Universidade do Noroeste (Estados Unidos), onde atuou como professor de ciência política por 34 anos e chefe do mesmo departamento entre 1985 e 1988. Posteriormente, tornou-se diretor de pós-graduação e fundou o Instituto de Estudos Africanos na mesma universidade.
O término da Guerra dos Seis Dias, em 1967, motivou Abu-Lughod a fundar a Association of Arab-American University Graduates (1968) e depois a revista de estudos árabes, Arab Studies Quarterly (1978). Tornou-se cidadão estadunidense em 1975.
Seu curso sobre a política do Oriente Médio atraía regularmente muitos estudantes judeus, alguns dos quais se matriculavam para monitorar suas palestras, e "Invariavelmente, eles deixavam a classe professando admiração pelo conhecimento e imparcialidade de Abu-Lughod ao lidar com as difíceis questões políticas da região".
Tido como grande orador, ele falava frequentemente em nome da causa palestina, apesar de possuir um forte interesse em outros movimentos de libertação, tendo viajado extensivamente pelo mundo árabe, pela Ásia e pela África.

## Política
Grande defensor da coexistência entre Israel e a Palestina, durante uma conferência Israelo-Palestina na Universidade de Columbia em 1976, disse:
Temos uma tarefa muito difícil como palestino-americanos. Diariamente, testemunhamos os horrores da ocupação israelense de nosso povo e nossa terra, a expulsão, a matança. E testemunhamos o compromisso dos dois povos em chegar a um acordo que tornará possível que indivíduos árabes palestinos e israelenses coexistam na terra da Palestina em pé de igualdade. Estamos levando uma mensagem de esperança ao povo americano e pedindo-lhes que nos ajudem no processo de fazer a paz.— Ibrahim Abu-Lughod, Washington Report on Middle East Affairs 
Em 1977, foi eleito para o Conselho Nacional da Palestina (CNP), cargo pelo qual permaneceu até 1991. Também trabalhou pela UNESCO em Beirute e Paris, buscando  estabelecer uma universidade nacional aberta da Palestina em Beirute. No entanto, Abu-Lughod viu seu trabalho ser interrompido pela Guerra do Líbano de 1982, na qual Israel invadiu o Líbano após repetidos ataques e contra-ataques entre a Organização para a Libertação da Palestina (OLP), que atuava no sul do Líbano, e as Forças de Defesa de Israel (FDI), resultando em vítimas civis de ambos os lados da fronteira. Por essa razão, Abu-Lughod retornou à Universidade do Noroeste. Ele e Edward Said se reuniram em abril de 1988 com o Secretário de Estado dos Estados Unidos, George Shultz, onde Abu-Lughod voltou a defender a coexistência entre Palestina e Israel, desde que a autodeterminação palestina fosse assegurada, seguindo um plano de paz no Oriente Médio.

## Família
Abu-Lughod casou-se em 1951 com Janet Abu-Lughod (nascida Lippman); os dois se divorciaram em 1991. Ele deixou três filhas, Lila, Mariam e Deena, seu filho Jawad e seis netos.

## Anos finais
Em 1991, tendo renunciado ao CNP, sua cidadania americana lhe permitiu retornar à Palestina pela primeira vez desde 1948. Durante a última década de sua vida, ele foi professor e vice-presidente da Universidade Birzeit na Cisjordânia, que o credita como "um campeão pioneiro" na elaboração do corpo docente de pós-graduação. Continuou a trabalhar em nome do desenvolvimento educacional, social e cultural palestino, afirmando:
A sociedade palestina hoje precisa de um nível mais alto de competência e especialização, que só pode ser alcançado por meio da educação em nível de pós-graduação. Não podemos depender das conquistas de outras sociedades; nós, palestinos, precisamos gerar nossos próprios especialistas no campo.— Ibrahim Abu-Lughod, Washington Report on Middle East Affairs 
Durante esse tempo, ele também foi fundador da Comissão Independente para os Direitos dos Cidadãos, do Centro de Reforma Curricular e do Centro Cultural Qattan em Ramallah.
Deborah J. Gerner escreve que “… ele criticou a ossificação da burocracia palestina que observou nos anos que se seguiram aos acordos de Oslo e profundamente perturbado pelos elementos autocráticos dentro do governo. No entanto, ele nunca desistiu de trabalhar por uma Palestina livre, independente e democrática."

## Obras
Esta é uma lista muito parcial dos extensos escritos de Abu-Lughod e não inclui um número considerável de artigos de periódicos.

### Livros
- The Arab Rediscovery Of Europe: A Study in Cultural Encounters (tradução literal: "A redescoberta árabe da Europa: um estudo sobre encontros culturais"), de 1963;
- The Evolution of the Meaning of Nationalism (tradução literal: "A evolução do significado de nacionalismo"), de 1963;
- The transformation of the Egyptian elite: prelude to the 'Urabi Revolt (tradução literal: "A transformação da elite egípcia: prelúdio da Revolta de Urabi"), de 1967.

### Artigos
- International news in the Arabic press: a comparative content analysis (tradução literal: "Notícias internacionais na imprensa árabe: uma análise comparativa de conteúdo"), publicado em 1962 pela revista Public Opinion Quarterly;
- The Mass Media and Egyptian Village Life (tradução literal: "A mídia de massa e a vida na aldeia egípcia"), publicado em 1963 pela revista Social Forces;
- Educating a community in exile: The Palestinian experience (tradução literal: "Educando uma comunidade no exílio: a experiência palestina"), publicado em 1973 pela revista Journal of Palestine Studies;
- Unconventional Violence and International Politics (tradução literal: "Violência não convencional e política internacional"), escrito com Nicholas N. Kittrie e Alan F. Sewell, publicado em 1973 pela revista The American Journal of International Law;
- The meaning of Beirut (tradução literal: "O significado de Beirute"), publicado em 1983 pela revista Race & Class;
- America's Palestine Policy (tradução literal: "Política Estadunidense da Palestina"), publicado em 1990 pela revista Arab Studies Quarterly.

### Obras editadas por Abu-Lughod.
- The Arab-Israeli Confrontation of 1967: An Arab Perspective (tradução literal: "O Confronto árabe-israelense de 1967: uma perspectiva árabe"), de 1970;
- The Transformation Of Palestine (tradução literal: "A Transformação da Palestina"), de 1972;
- Settler regimes in Africa and the Arab world: the illusion of endurance (tradução literal: "Regimes coloniais na África e no mundo árabe: a ilusão da resistência"), de 1974;
- African themes / Northwestern University studies in honor of Gwendolen M.Carter. (tradução literal: "Temas africanos/estudos da Universidade de Northwestern em homenagem a Gwendolen M.Carter"), de 1975;
- Palestinian Rights: Affirmation and Denial (tradução literal: "Direitos palestinos: afirmação e negação"), de 1982;
- The Landscape of Palestine: Equivocal Poetry (tradução literal: "O cenário palestino: poesia equivocada"), de 1999.

## Morte
Abu-Lughod trabalhava para estabelecer uma biblioteca nacional e um Museu da Memória Palestina que traçaria as vidas palestinas desde a pré-história até o presente. Porém, não conseguiu concretizar seu projeto em função de uma doença pulmonar que acabou por matá-lo em 23 de maio de 2001, aos 72 anos. Foi enterrado em Jafa, no terreno da família.

## Reconhecimento
Foi descrito pelo intelectual Edward Said como "o principal acadêmico e intelectual da Palestina" e por Rashid Khalidi como "um dos primeiros acadêmicos árabe-americanos a impactar de forma efetiva na forma como o Oriente Médio é retratado na ciência política" e nos Estados Unidos. Sua aluna Deborah J. Gerner escreveu que ele "assumiu o desafio de interpretar a política e a sociedade dos Estados Unidos para a comunidade palestina, bem como de articular eloquentemente as aspirações palestinas para o resto do mundo".
A Universidade de Birzeit prestou homenagem ao nomear o Instituto de Estudos Internacionais Ibrahim Abu-Lughod após sua morte.